# Vladimir Bakarić
Vladimir Bakarić (ur. 8 marca 1912 w Velikiej Goricy, zm. 16 stycznia 1983 w Zagrzebiu) – chorwacki i jugosłowiański polityk komunistyczny, publicysta i prawnik.

## Życiorys
W 1935 ukończył studia prawnicze na Wydziale Prawa Uniwersytetu w Zagrzebiu. W 1937 roku na tej samej uczelni uzyskał stopień naukowy doktora nauk prawnych. W latach 1936–1941 odbywał aplikację sędziowską i adwokacką.
W 1933 roku wstąpił do Komunistycznej Partii Jugosławii (KPJ). Od 1935 roku był sekretarzem komunistycznej młodzieżówki (SKOJ) na zagrzebskim uniwersytecie. W 1940 roku został powołany do komitetu centralnego Komunistycznej Partii Chorwacji (KPH). Był redaktorem pism Izraz, Naše novine, Politički vjesnik i Vjesnik radnog naroda.
W trakcie II wojny światowej współorganizował antyfaszystowską partyzantkę na terenie Chorwacji. Współzałożył m.in. Zemaljsko antifašističko vijeće narodnog oslobođenja Hrvatske (ZAVNOH). Blisko współpracował z Josipem Brozem Titą. Był członkiem prezydium Antyfaszystowska Rada Wyzwolenia Narodowego Jugosławii (AVNOJ) i wicekomisarzem spraw zagranicznych Narodowego Komitetu Wyzwolenia Jugosławii (NKOJ). W październiku 1944 roku zastąpił usuniętego Andriję Hebranga na stanowisku sekretarza komitetu centralnego KPH. W kwietniu 1945 roku stanął na czele chorwackiego rządu. Prowadził kampanię przeciw Vladkowi Mačkowi i kierownictwu Chorwackiej Partii Chłopskiej (HSS).
Po zakończeniu wojny do 1966 roku był sekretarzem KC KPH. W latach 1966–1969 był przewodniczącym tego gremium. Od 1948 roku był członkiem komitetu centralnego KPJ (później SKJ). Do 1953 roku był szefem chorwackiego rządu. W latach 1953–1963 był przewodniczącym Zgromadzenia Socjalistycznej Republiki Chorwacji. Od 1966 roku był członkiem prezydium KC SKJ. W 1974 roku został członkiem prezydium Socjalistycznej Federalnej Republiki Jugosławii, będąc jej wiceprzewodniczącym w latach 1975–1976 i 1982–1983. W latach 60. był zwolennikiem nurtów reformatorskich i opowiadał się za reformami gospodarczymi i politycznymi oraz przekazaniem większej liczby uprawnień republikom federalnym. Latem 1971 roku stanął jednak po stronie konserwatywnej. W 1974 roku brał udział w pracach nad nową konstytucją Jugosławii.